# Ludger Helbig
Ludger Helbig (* 4. Januar 1972 in Lennestadt) ist ein deutscher Koch.  

## Leben und Wirken
Ludger Helbig wechselte nach seiner Ausbildung in Oedingen (Lennestadt) zum Winzerstübchen von Ingo Holland in Klingenberg am Main. Denn wechselte er zu Steinheuers Restaurant in Bad Neuenahr, zum Hotel Königshof und zum Restaurant Am Marstall unter Christian Jürgens (beide in München), sowie zum Alpenhotel Krone in Pfronten. Dann ging er zurück nach Klingenberg, wo er erneut unter dem Gewürzhändler Ingo Holland im Restaurant „Zum Alten Rentamt“ arbeitete. Anschließend wechselte er ins „Ringhotel Schubert“ in Lauterbach (Hessen).
Im September 2007 ging er zum dritten Mal nach Klingenberg, um das mit einem Michelin-Stern ausgezeichnete Restaurant Zum Alten Rentamt von Ingo Holland zu übernehmen. Das Restaurant wurde ab 2009 ebenfalls mit einem Michelin-Stern ausgezeichnet.
Im September 2013 wurde er Inhaber des Hotels Auberge de Temple in Johannesberg, dessen Restaurant Helbigs Gasthaus von 2014 bis 2017 mit einem Michelin-Stern ausgezeichnet wurde.

## Auszeichnungen
- 2009 Ein Michelin-Stern für das Restaurant Zum Alten Rentamt
- 2009 Gusto Aufsteiger des Jahres in Bayern[3]
- 2015 Aufsteiger des Jahres in Der Große Restaurant & Hotel Guide 2016